# 夕城千佳
夕城 千佳（ゆうき ちか、3月31日 - ）は、日本の女性声優、ナレーター。東京俳優生活協同組合所属。

## 経歴
- FREE ANNOUNCER CLUB（フリーアナウンサークラブ）付属養成所・放送タレント塾[1]卒業。
- 1985年 劇団東芸所属。
- 1991年 CSRコーポレーション所属。時期は不明だがZAI OFFICEにも籍を置いていた。
- 1997年 俳協ボイスアクターズスタジオ12期生卒業、東京俳優生活協同組合所属。

## 出演作品

### ナレーション
テレビ朝日
- スーパーJチャンネル

日本テレビ
- おしゃれイズム
- NNNニュースプラス1
- スッキリ!!

TBS
- エクスプレス

### ゲーム
- 蒼魔灯（1997年、クリスティーナ）
- 彼女の伝説、僕の石版。（2003年）
- Death end re;Quest Code Z（2024年、千堂知里[2]）

### 吹き替え

#### 映画
- 足跡はかき消して
- エクソシスト3 ※Netflix版
- ホワイト・ノイズ
- ある日、クイーンズで（パメラ〈ジェニファー・エスポジート〉[3]）
- ザ・クリエイター/創造者（タンキー〈カレン・オルドリッジ〉[4]）
- ナイトスイム（トミーの看護師[5]）
- ジョーカー:フォリ・ア・ドゥ（ニュース女1[6]）
- ジュラシック・ワールド（パークアナ女[7]）※ザ・シネマ版

#### ドラマ
- スーパーマン&ロイス[8]
- DOC あすへのカルテ[9]
- ウェンズデー